# Allium galileum
Espèce
Classification APG III (2009)
Allium galileum est une espèce de plantes à fleurs de la famille des Amaryllidaceae connu en  Palestine et en Israel,.

## Description
Allium galileum est un oignon à des bulbes ovoïdes pouvant mesurer 22 mm de long. La hampe florale est rigide et atteint 50 cm de haut. Les feuilles sont tubulaires, jusqu'à 25 cm de long. L'ombelle est lâche, avec de nombreuses fleurs. Les tépales sont jaune-vert ou violet-vert.